# آزادراه ۱۹ (آلمان)
آزادراه ۱۹ (آلمانی: Bundesautobahn 19) بزرگراهی در شمال آلمان است. طول این بزرگراه ۱۲۴ کیلومتر می‌باشد. این آزادراه روستوک را به برلین وصل می‌نماید. جهت این بزرگراه محور شمال-جنوب و برعکس است.